# 1732

## Esdeveniments
- Descobert el cobalt

## Naixements
Països Catalans
Resta del món
- 24 de gener - París, França: Pierre-Augustin Caron de Beaumarchais, escriptor i dramaturg francès, considerat el pare dels drets d'autor europeus (m. 1799).
- 22 de febrer: George Washington, general i primer president dels Estats Units (m. 1799).
- 31 de març: Viena (Àustria): Joseph Haydn, compositor austríac (m. 1809).[1]
- 11 de juliol, Bourg-en-Bresse (França): Joseph Jêrôme Lefrançais Lalande,matemàtic i astrònom francès (m. 1807).[2]
- 19 de setembre, Barcelona: Josep Martí, frare premonstratès abat de Bellpuig de les Avellanes i historiador.
- 24 d'octubre - Rovigo: Cristina Roccati, física i poeta italiana, tercera dona a llicenciar-se en una universitat italiana (m. 1797).[3]
- 9 de novembre, Lió, França: Julie de Lespinasse, escriptora i amfitriona d'un saló promotor del moviment enciclopedista.[4]
- Arakida Rei, escriptora japonesa

## Necrològiques
Resta del món
- 25 de març, Montefiascone: Lucia Filippini, religiosa italiana fundadora de la congregació de les Mestres Pies Filippini per a l'ensenyament de les noies (n. 1672).[5]
- 28 de juliol: Pequín (Xina): Joachim Bouvet, jesuïta francès, missioner a la Xina. (n. 1656)